# Ciência e tecnologia na Turquia

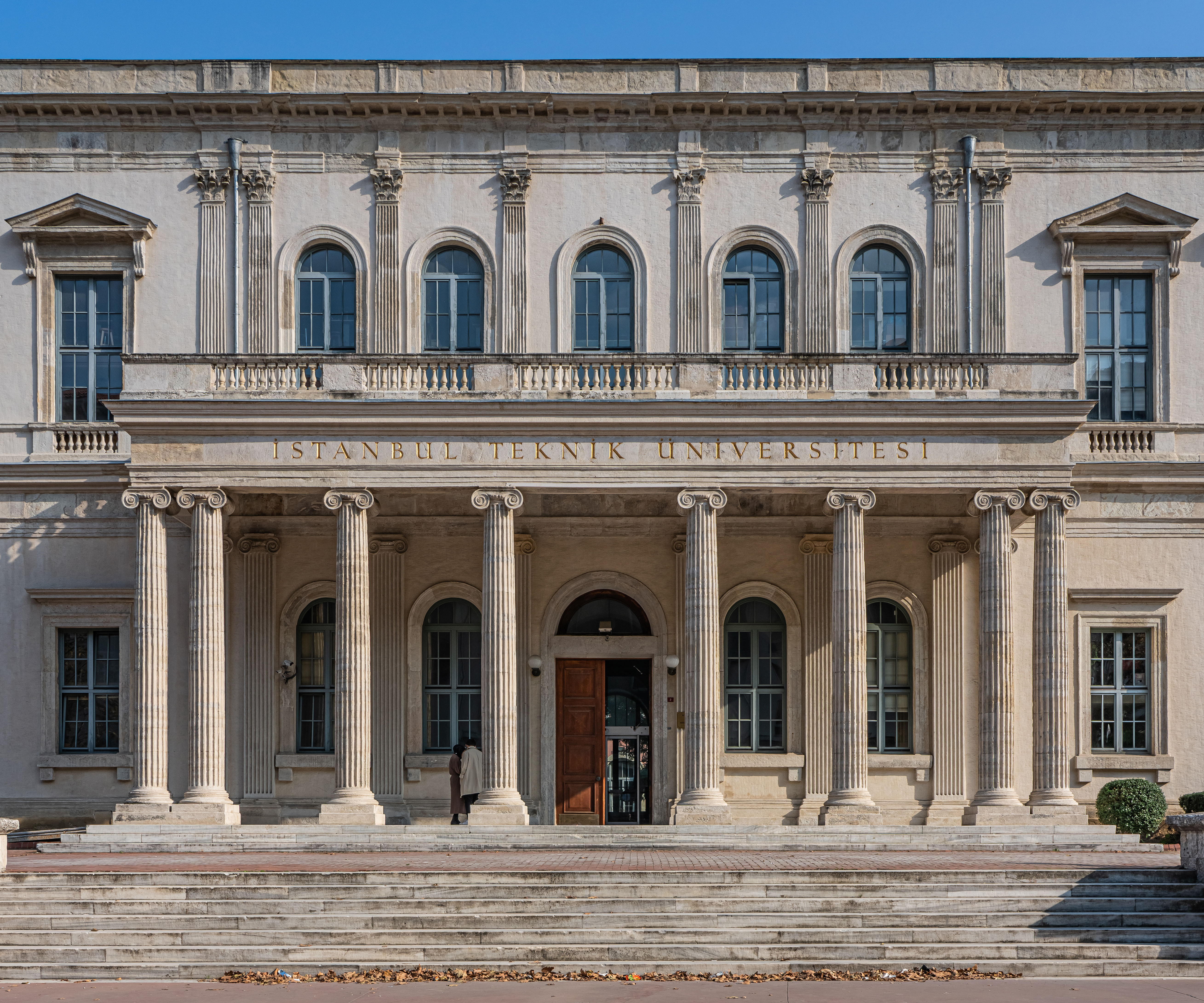
Reitoria da Universidade Técnica de Istambul, uma das mais antigas escolas de ensino superior mais antigas do mundo especializadas no ensino da engenharia. Foi fundada em 1773 como "Escola Imperial dos Engenheiros Navais" (em turco otomano: Mühendishane-i Bahr-i Hümayun; em turco moderno: Devlet Donanma Mühendishanesi).

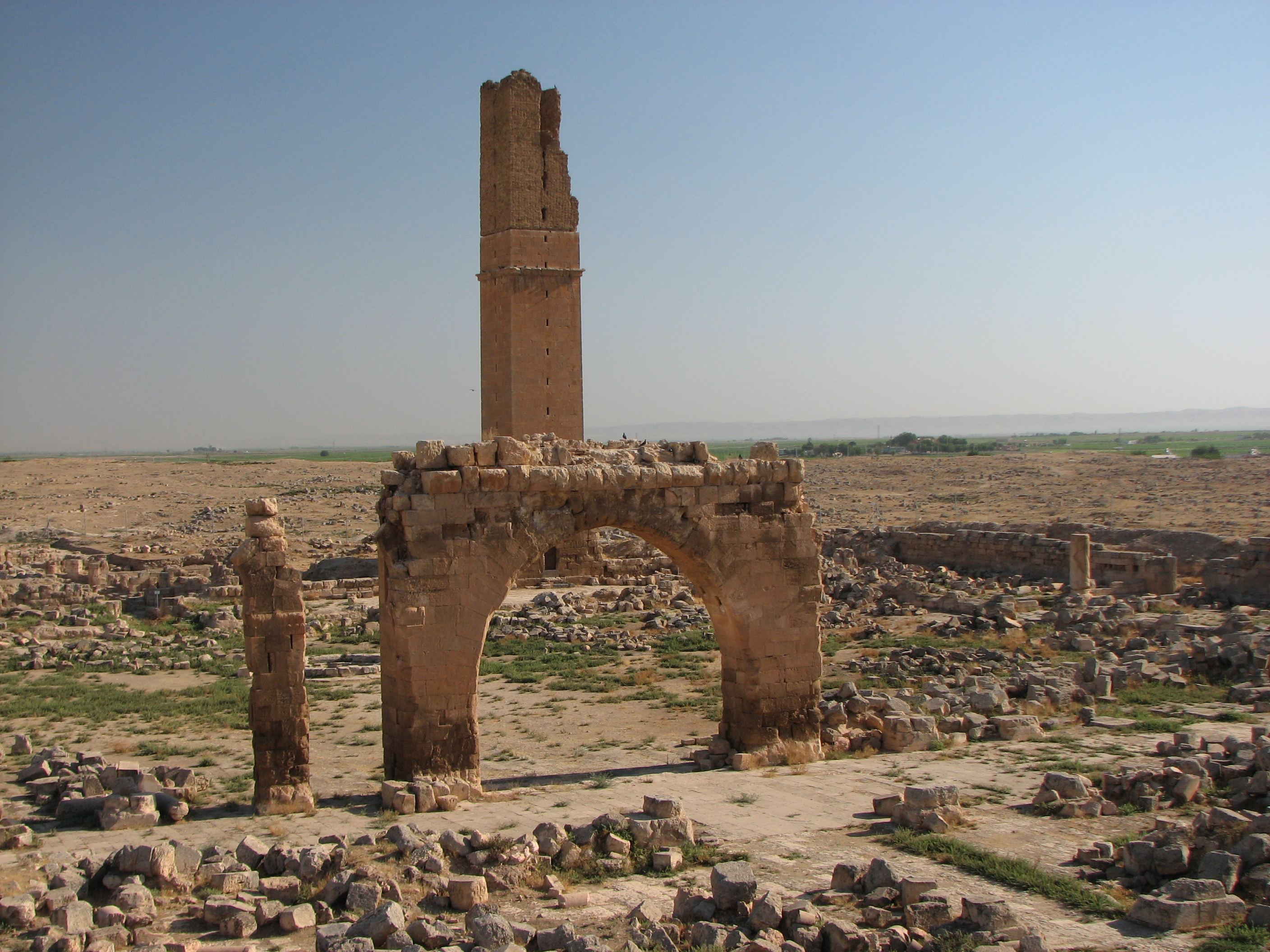
Ruínas da universidade de Harã, no sudeste da Anatólia, próximo da fronteira turca, uma das primeiras universidades do mundo (século VIII ou IX)

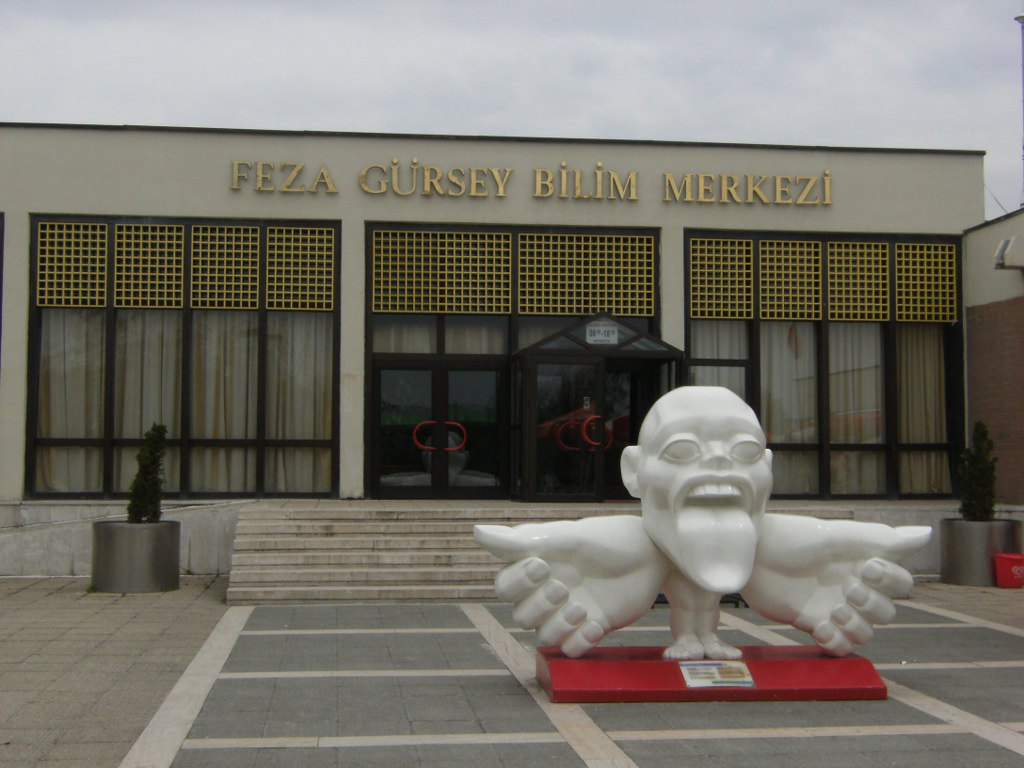
O Centro de Ciência Feza Gürsey, (Feza Gürsey Bilim Merkezi, FGBM), um museu de ciência em Ancara.

A ciência e tecnologia na Turquia têm uma longa tradição que remonta ao período do Império Otomano e que foi muito impulsionada pelo fundador da república, Atatürk. No entanto, os gastos com investigação e desenvolvimento (I&D) da Turquia (0,5% do PIB em 1996) são bastante inferiores à média dos países da OCDE (2,3% do PIB), uma característica comum à generalidade dos países cuja atividade industrial é baseada em baixa tecnologia e num grande número de pequenas e médias empresas (PME's).

## Introdução
A pequena dimensão da maior parte das empresas (97% das empresas eram PME's com menos de dez empregados em 1996), raramente lhes permite ter os recursos financeiros, técnicos e humanos para sustentar atividades de investigação e desenvolvimento, sobretudo de forma sustentada. Em 1996 estimava-se que apenas 2% das empresas turcas tinham programas de investigação, os quais representavam 24% da atividade científico-tecnológica. A maior parte (68%) da investigação na Turquia decorre nas universidades e dois terços das despesas nacionais em I&D são suportadas diretamente pelo estado, em contraste com o que se passa na OCDE como um todo, onde os gastos do estado representam apenas um terço. Como noutros pequenos países da OCDE, uma parte considerável dos gastos em ciência e tecnologia destinam-se ao ensino superior.
Esse panorama tem vindo a mudar à medida que a economia turca se tem aberto cada vez mais, abandonando o modelo planificado predominante até aos anos 1980 em favor de uma economia de mercado. Os sucessivos governos têm feito esforços no sentido de aumentar os investimentos em investigação, tanto aumentando os orçamentos estatais nessa área como criando incentivos às empresas, quer na forma de benefícios fiscais à inovação como pela apoiando financeiramente as atividades de investigação desenvolvidas pelo setor privado. A Fundação Para o Desenvolvimento Tecnológico (em turco:  Türkiye Teknoloji Geliştirme Vakfı), fundada em 1991, concede financia atividades de I&D, principalmente ´nas áreas de eletrónica e telecomunicações, mas também tem sido atribuída importância crescente às tecnologias ambientais tão necesárias ao combate à poluição industrial.
O governo tem também incentivado a criação de de pequenas empresas de alta tecnologia através da disponibilização de capital de risco. Em 1994 foi criado o Istituto de Patentes Turco (Türk Patent Enstitüsü) para incentivar o registo de patentes e as atividades de inovação. Uma das áreas onde o país tem investido bastante é na de produção de produtos alimentares de grande valor acrescentado, no aumento da produtividade agrícola com recurso a tecnologia e nas indústrias de processamento alimentar. O setor agrícola sustenta 45% da população e os produtos alimentares constituem uma parte importante das exportações turcas e o desenvolvimento da agricultura é fulcral para travar o êxodo rural.
Em 1996, a maior parte da tecnologia usada pela indústria turca, nomeadamente nos setores mais exportadores (alimentar, metalúrgico e têxtil) era importada do estrangeiro, mas a maior parte das maiores empresas desses setores estavam equipadas com equipamento moderno e estavam perfeitamente integradas nos mercados globais.

## Instituições científicas e tecnológicas

### Conselho Científico e de Investigação Tecnológica da Turquia
A coordenação da investigação científica e tecnológica na Turquia é coordenada pelo Conselho Científico e de Investigação Tecnológica da Turquia (Türkiye Bilimsel ve Teknolojik Araştırma Kurumu, TÜBİTAK), uma instuição fundada em 1960 pelo presidente Cemal Gürsel que originalmente se destinava a orientar o Ministério da Defesa nas políticas de investigação militar. Em 1963 o âmbito do TÜBİTAK foi alargado, em parte para apoiar a economia planificada então adotada. A atividade do TÜBİTAK é orientada pelos objetivos e prioridades estabelecidos pela Academia das Ciências Turca (Türkiye Bilimler Akademisi, TÜBA). Entre as atividades do TÜBİTAK encontra-se a cooperação internacional, tanto a nível bilateral, como com organizações regionais e internacionais. Uma parte importante da cooperação internacional decorre com a União Europeia. O TÜBİTAK é membro de diversas organizações internacionais, entre as quais a Fundação Europeia da Ciência (em inglês:  European Science Foundation, ESF), e participa no Programa-Quadro Para a Investigação e Desenvolvimento Tecnológico da União Europeia.
Além da colaborar e coordenar diversos centros de investigação, o TÜBİTAK gere diretamente o Centro de Investigação de Marmara (Marmara Araştirma Merkezı), sediado em Gebze, província de Cocaeli o qual conta com institutos de Ambiente, Energia, Alimentar, Genética e Biotecnologia, Química, Materiais e Ciências da Terra e Ciências do Mar.

### Autoridade Turca para a Energia Atómica

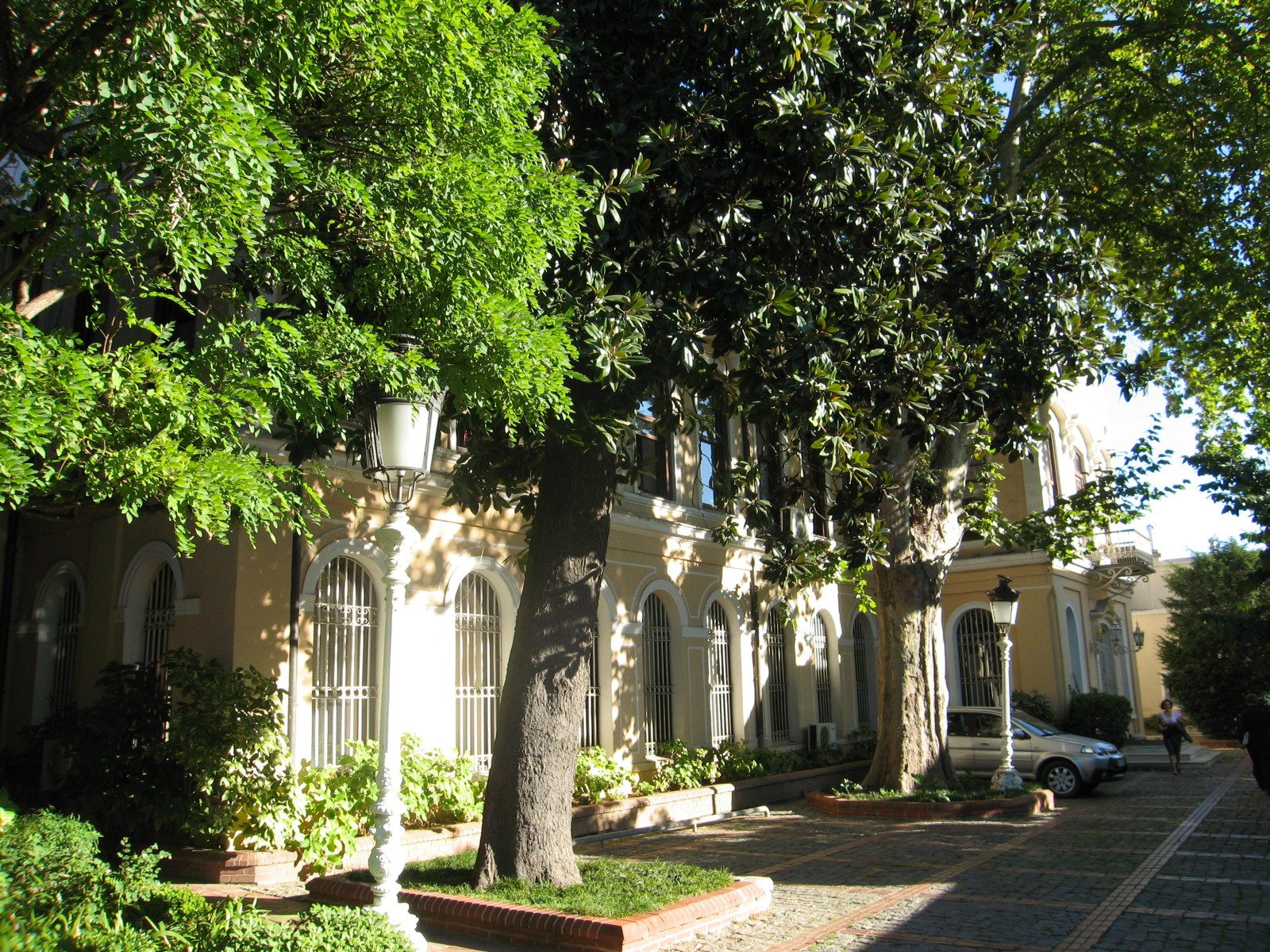
Reitoria da Universidade Técnica de Yıldız, em Istambul.

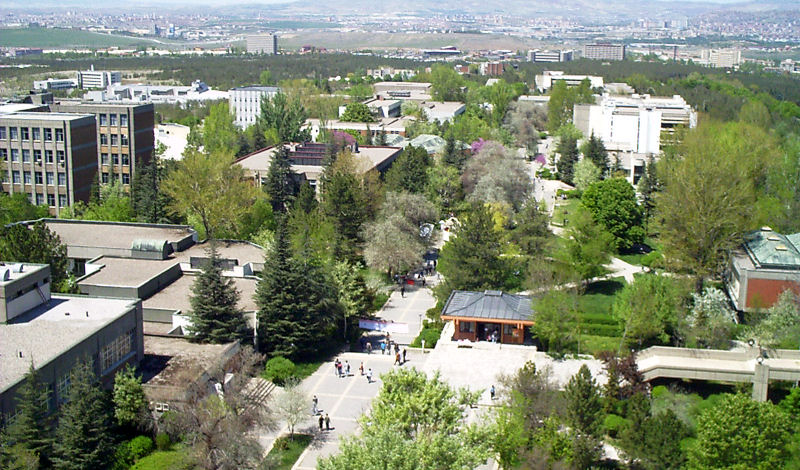
Vista do campus da Universidade Técnica do Oriente Médio (em turco: Orta Doğu Teknik Üniversitesi, ODTU; em inglês: Middle East Technical University, METU), em Ancara, fundada em 1956.

A Autoridade Turca para a Energia Atómica (Türkiye Atom Enerjisi Kurumu, TAEK) faz investigação no domínio da energia nuclear e desenvolve e implementa equipamentos nucleares para fins pacíficos. Foi fundada em 1956 e está sediada em Ancara. Além do polo da sede, o Centro de Investigação e Treino Nuclear de Ancara (Ankara Nükleer Araştırma ve Eğitim Merkezi), o TAEK tem duas grandes unidades de investigação associadas: o Centro de Investigação e Treino Nuclear de Çekmece (Çekmece Nükleer Araştırma ve Eğitim Merkezi ÇNAEM), em Küçükçekmece, Istambul, onde funcionam diversos departamentos de instrumentação e tecnologia e onde estão instalados dois reactores nucleares experimentais, um deles de produção de combustível; e o Centro de Investigação e Treino Nuclear de Sarayköy (SANAEM).
A Tuquia é membro da Agência Internacional de Energia Atómica (AIEA) e do Synchrotron-light for Experimental Science and Applications in the Middle East (SESAME), um laboratório de Física de partículas internacional sediado na Jordânia cujo modelo é inspirado no CERN, além de participar no CERN com o estatuto de observador. O país é representado em todas estas organizações por intermédio da TAEK.

### Instituto Feza Gürsey
O Instituto Feza Gürsey (Feza Gürsey Enstitüsü) desenvolve atividades de investigação em Matemática e Física Teórica. Está sediado no campus da Universidade do Bósforo (Boğaziçi University), em Istambul. Foi fundado como "Instituto de Investigação de Ciências Básicas" em 1983 por Erdal İnönü, um físico que fez parte do grupo fundador do TÜBİTAK e que seria primeiro-ministro em 1993. Foi rebatizado com o nome atual em honra de Feza Gürsey, um distinto físico teórico e matemático turco.

### Instituto Turco de Investigação de Tecnologias Espaciais
O Instituto Turco de Investigação de Tecnologias Espaciais (Türkiye Uzay Teknolojileri Araştırma Enstitüsü, TÜBİTAK UZAY), um centro resultante de um protocolo entre o TÜBİTAK e a Universidade Técnica do Oriente Médio desenvolve investigação não só em tecnologias espaciais como em eletrónica, software, e sistemas de energia (eletrónica de potência e distribuição).

### Universidades

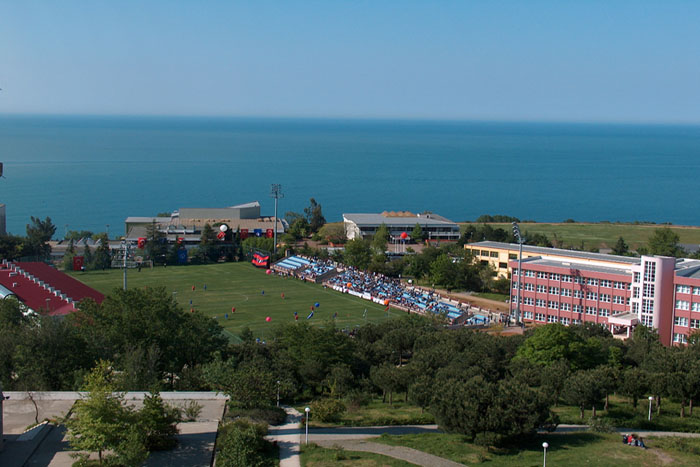
Campus de Trebizonda da Universidade Técnica do Mar Negro (Karadeniz Teknik Üniversitesi, KTÜ).

A Universidade Técnica de Istambul (İstanbul Teknik Üniversitesi, ITÜ) é uma das instituições académicas mais prestigiadas da Turquia e é uma das mais antigas escolas de ensino superior mais antigas do mundo especializadas no ensino da engenharia. Foi fundada em 1773 como "Escola Imperial dos Engenheiros Navais" (em turco otomano: Mühendishane-i Bahr-i Hümayun; em turco moderno: Devlet Donanma Mühendishanesi).
Entre outras universidades que mais se destacam a nível nacional pela sua atividade científica e tecnológica e pela qualidade de ensino podem citar-se a Universidade Técnica do Oriente Médio (em turco: Orta Doğu Teknik Üniversitesi, ODTU; em inglês: Middle East Technical University, METU), fundada em 1956, que além do campus principal de Ancara tem também um polo no Chipre do Norte, a Universidade Técnica de Yıldız (Yıldız Teknik Üniversitesi, YTÜ), em Istambul, fundada em 1911, a Universidade Técnica do Mar Negro (Karadeniz Teknik Üniversitesi, KTÜ), em Istambul, fundada em 1955, o Instituto de Tecnologia de Esmirna (İzmir Yüksek Teknoloji Enstitüsü, IYTE), fundado em 1992, no qual todas as aulas são ministradas em inglês, e o Instituto de Tecnologia de Gebze (Gebze Yüksek Teknoloji Enstitüsü, GYTE), fundado em 1992.

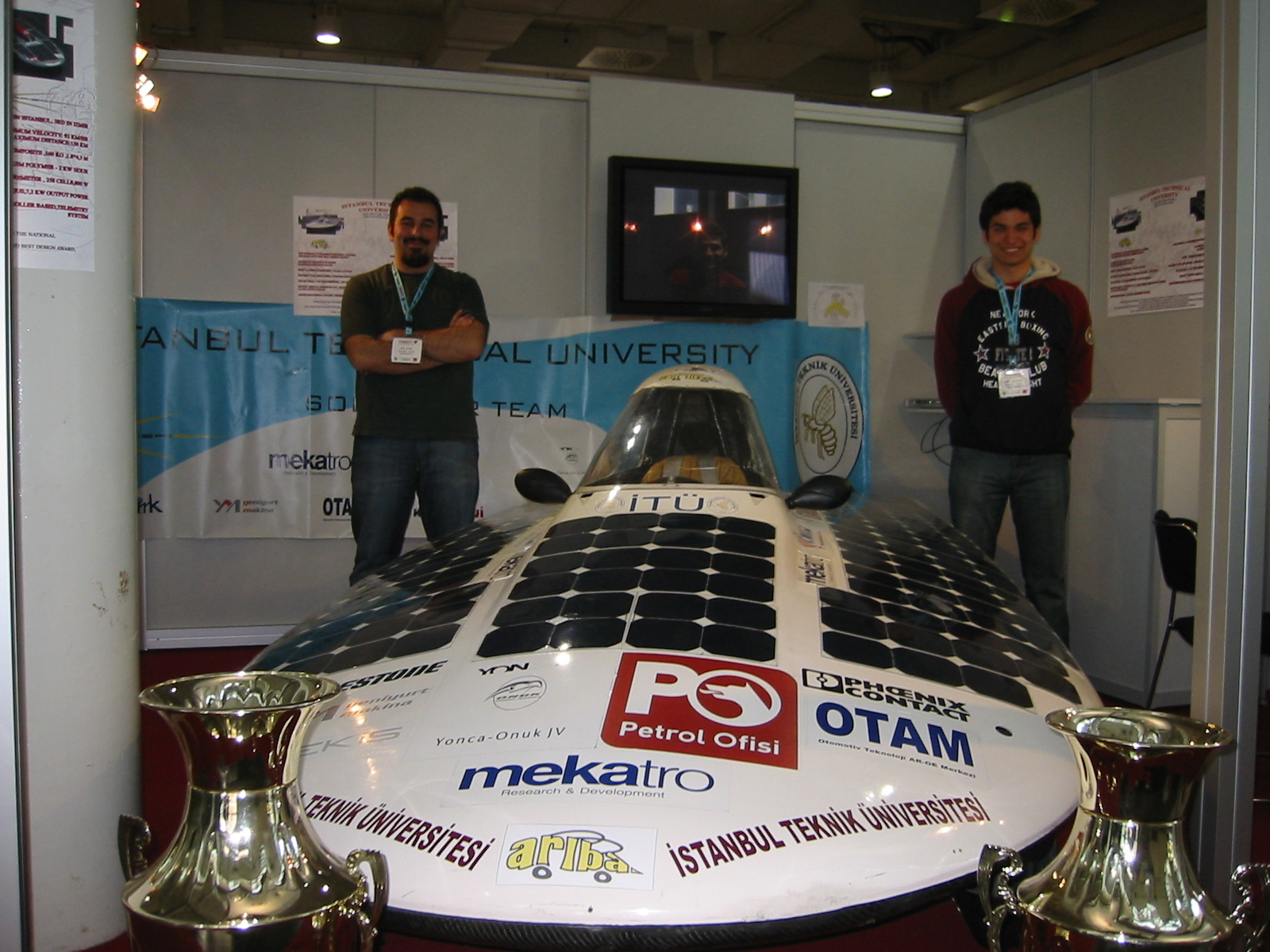
O veículo solar ARIBA, da Universidade Técnica de Istambul, participante no Formula G, um campeonato para carros solares disputado na Turquia.

## Energia nuclear
Os primeiros passos no sentido de dotar a Turquia de energia nuclear datam de 1956, quando foi fundada a Autoridade Turca para a Energia Atómica. Sucessivos projetos foram abortados, apesar do país ter três reatores nucleares experimentais. O último programa foi lançado em 2007 e previa a entrada em funcionamento de três centrais de 5 GW em 2012.